# Denyse Émond
Denyse Émond est une actrice et humoriste québécoise née le 10 mai 1928. Elle est connue notamment pour son interprétation du personnage Ti-Mousse dans le duo comique Ti-Gus et Ti-Mousse.
Elle est créditée quelques fois sous Denise Émond.

## Biographie
Elle a commencé sa carrière artistique très jeune en compagnie de ses trois sœurs. Elle excellait en danse et en chanson, tout en s’accompagnant elle-même à la guitare. Elle est remarquée lorsqu'elle remporte son premier concours à l'âge de 14 ans. Elle participera par la suite à de nombreuses tournées avec les troupes de Tommy Duchesne, d’Omer Dumas, ainsi que celles de Jean Grimaldi. C’est grâce à ces tournées qu’en 1952, elle fait la rencontre de Réal Béland. 

### Ti-Gus et Ti-Mousse
Peu de temps après cette rencontre, elle rejoindra Béland pour former le duo Ti-Gus et Ti-Mousse. Le duo obtient un grand succès en présentant des numéros de variétés constitués de blagues, d’imitations, de musique et de chansons. Il se produira durant 30 ans, jusqu'à la mort de Réal Béland en 1983. Par la suite, Denyse Émond aura beaucoup de difficulté à remonter sur scène. Peu de temps après la mort de son partenaire de scène, elle tiendra des rôles à la télévision (Moi et l'autre, 101 Ouest, avenue des Pins de Denise Filiatrault et Épopée Rock de Monique Ste-Onge) et ouvrira par la suite son propre restaurant "Chez la mère Ti-Mousse" à Rosemère, sur la rive-Nord de Montréal.

### Retour
Émond fait un retour en 2004 pour offrir au public un nouveau disque, intitulé Le Rideau s’ouvre. Une biographie retraçant la carrière de Denyse Émond, écrite par David Lavallée et publiée par la maison d'éditions JCL est maintenant disponible depuis août 2009.

## Discographie
- Chansons de Ti-Mousse : Les grands succès français sur disque, Columbia, FL 4, 1957
- Les grands succès de Denyse Émond (Ti-Mousse), Columbia, FL-218, 1958
- Une Soirée au Cabaret[2], Colombia, FL 236, année de production non mentionnée

- Une Soirée au Casa Loma avec Ti-Gus et Ti-Mousse, Columbia, FL 273, année de production non mentionnée

- Ti-Gus & Ti-Mousse: Un rire n'attend pas l'autre..., Trans-Canada International, TSF-1450, 1973
- Ti-Gus & Ti-Mousse : À la demande générale, PROMO-SON, enregistré à la Place des arts de Montréal
- Ti-Gus & Ti-Mousse, Un rire à la seconde, Columbia, FL 297, 1962

- 25 ans de rires avec Ti-Gus et Ti-Mousse, disque-double, PROMO-SON, JPA-7516, 1979
- Denyse Émond, Le rideau s'ouvre, 2004 (disque compact)